# Kohleoida
Kohleoida je krivulja s polžasto obliko. Podobna je strofoidi.

## Kohleoida v polarnih koordinatah
V polarnem koordinatnem sistemu je enačba kohleoide
{\displaystyle r={\frac {a\sin \theta }{\theta }}}.

## Kohleoida v kartezičnih koordinatah
V kartezičnem koordinatnem sistemu je njena enačba
{\displaystyle (x^{2}+y^{2})\arctan {\frac {y}{x}}=ay}

## Parametrična oblika enačbe kohleoide
Parametrična oblika enačbe kohleoide je 
{\displaystyle x={\frac {a\sin t\cos t}{t}}}
{\displaystyle y={\frac {a\sin ^{2}t}{t}}}